# Havaika oceanica
Havaika oceanica är en spindelart som beskrevs av Prószynski 2007. Havaika oceanica ingår i släktet Havaika och familjen hoppspindlar. Inga underarter finns listade i Catalogue of Life.